# Ksantorheja
Ksantorheja (crni dječak, trava-drvo, lat. Xanthorrhoea), biljni rod iz porodice ksantorhejevki ili čepljezovki (Xanthorrhoeaceae) i redu Asparagales, kojoj je dao svoje ime. Pripada mu 28 vrsta vazdazelenih trajnica i grmova iz Australije i Novog Zelanda.
Poznatije vrste su X. minor, ili malo travnato drvo, vazdazeleni grm iz Australije, točnije u Novom Južnom Walesu i Viktoriji, i X. australis, australska trava drvo ili crni dječak.

## Vrste
1. Xanthorrhoea acanthostachya D.J.Bedford
2. Xanthorrhoea acaulis (A.T.Lee) D.J.Bedford
3. Xanthorrhoea arborea R.Br.
4. Xanthorrhoea arenaria D.J.Bedford
5. Xanthorrhoea australis R.Br.
6. Xanthorrhoea bracteata R.Br.
7. Xanthorrhoea brevistyla D.A.Herb.
8. Xanthorrhoea brunonis Endl.
9. Xanthorrhoea caespitosa D.J.Bedford
10. Xanthorrhoea concava (A.T.Lee) D.J.Bedford
11. Xanthorrhoea drummondii Harv.
12. Xanthorrhoea fulva (A.T.Lee) D.J.Bedford
13. Xanthorrhoea glauca D.J.Bedford
14. Xanthorrhoea gracilis Endl.
15. Xanthorrhoea johnsonii A.T.Lee
16. Xanthorrhoea latifolia (A.T.Lee) D.J.Bedford
17. Xanthorrhoea macronema F.Muell. ex Benth.
18. Xanthorrhoea malacophylla D.J.Bedford
19. Xanthorrhoea media R.Br.
20. Xanthorrhoea minor R.Br.
21. Xanthorrhoea nana D.A.Herb.
22. Xanthorrhoea platyphylla D.J.Bedford
23. Xanthorrhoea preissii Endl.
24. Xanthorrhoea pumilio R.Br.
25. Xanthorrhoea quadrangulata F.Muell.
26. Xanthorrhoea resinosa Pers.
27. Xanthorrhoea semiplana F.Muell.
28. Xanthorrhoea thorntonii Tate